# 톤레사프호

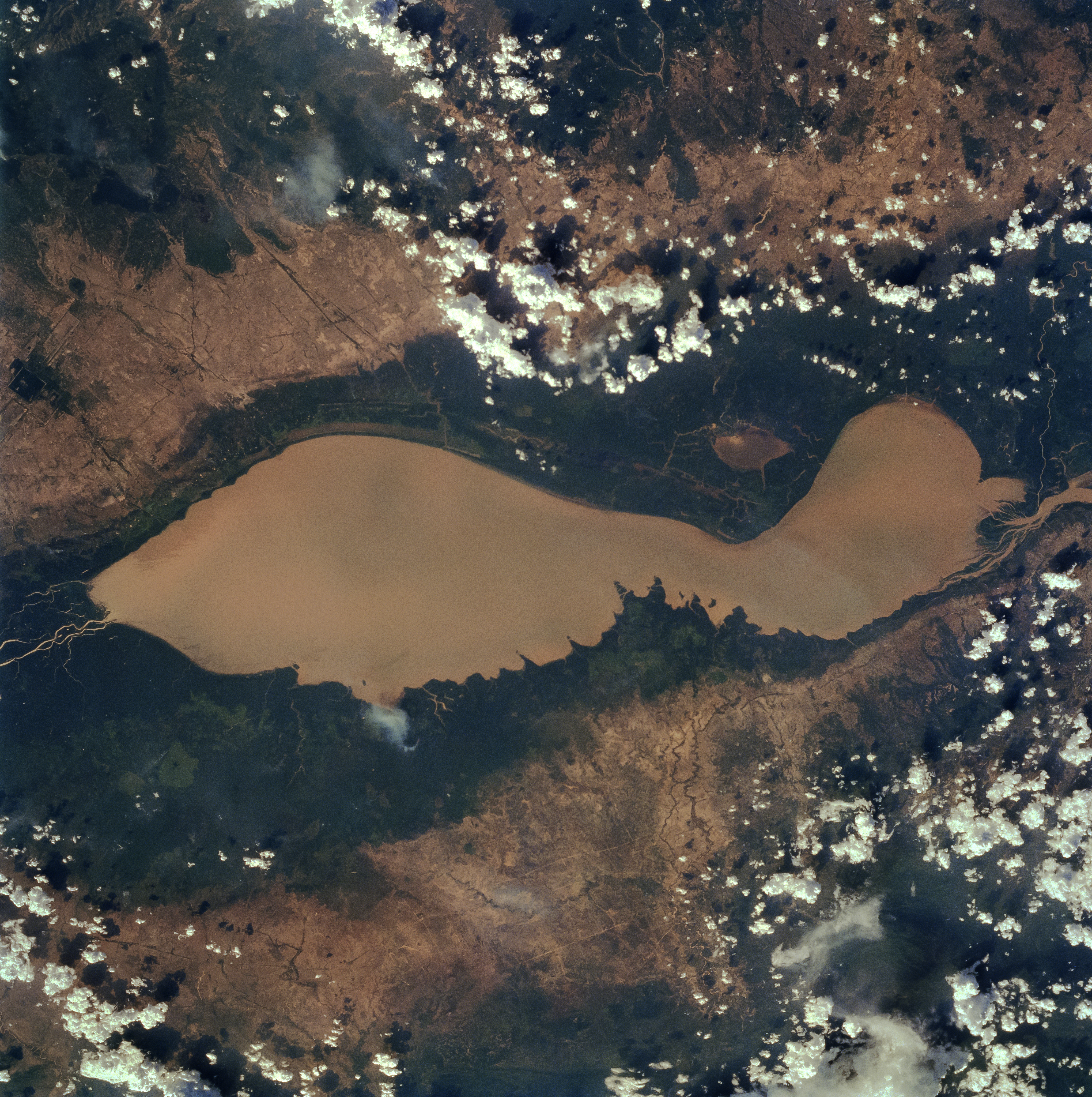
NASA 인공위성으로 관측한 톤레사프호

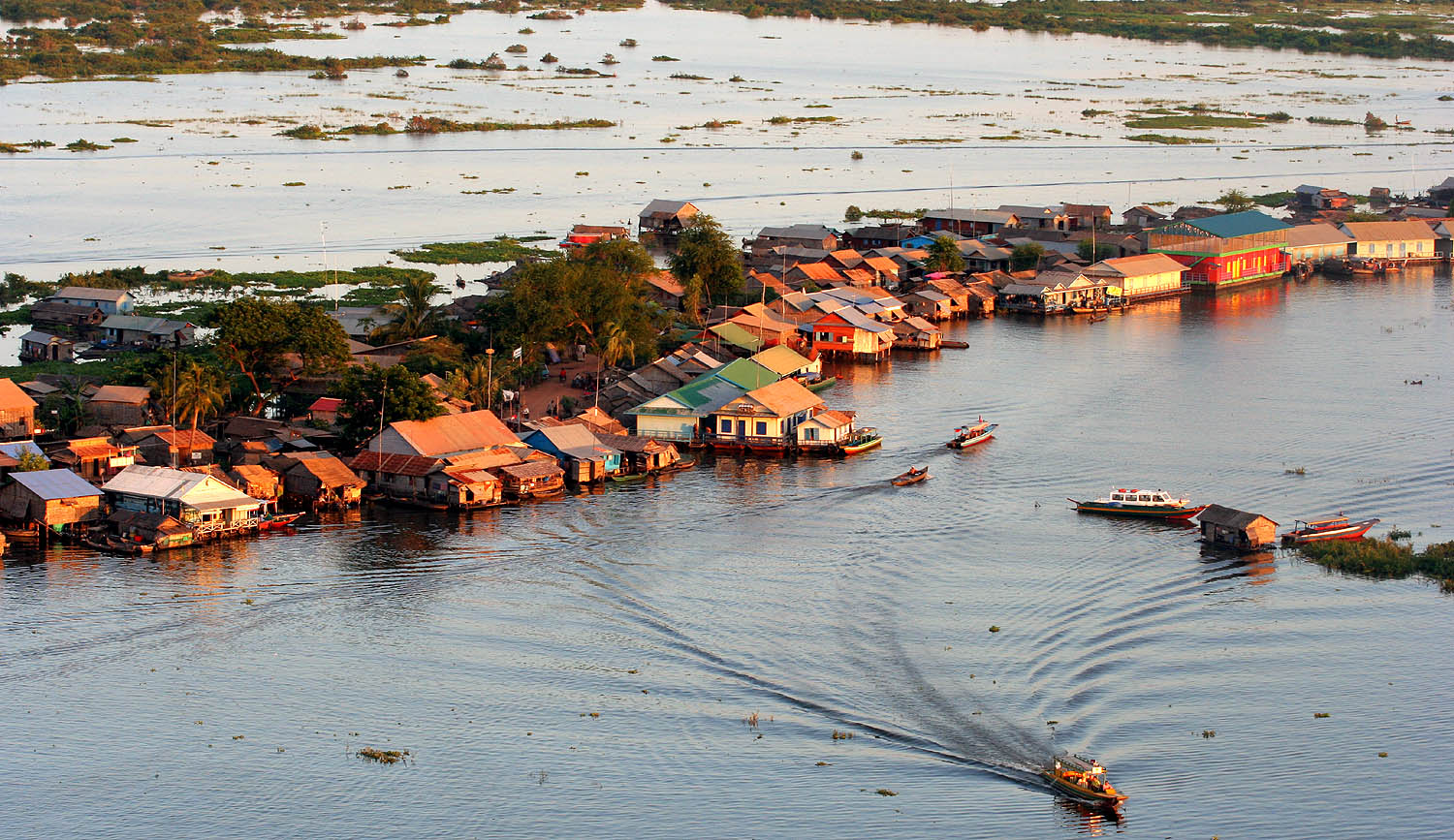
톤레사프호 주변의 수상마을

톤레사프호(크메르어: ទន្លេសាប, 영어: Tonlé Sap) 또는 똔레삽호는 캄보디아에 위치한 호수로 주요 하천과 연결되어 있다. 톤레사프호는 인도아대륙과 아시아 대륙의 충돌에 의해 일어났던 지질학적인 충격으로 침하하여 형성된 호수이다. 동남아시아 최대의 호수이고, 크메르어로 톤레(ទន្លេ[tonle])는 강, 사프(សាប[sap])은 거대한 담수호라는 의미가 있다.

## 개요
1년 중 대부분은 수심은 1m 이내로, 면적은 2700평방킬로미터이다. 이 때문에 프놈펜과 시엠리아프를 연결하는 정기선이 암초에 부딪치는 경우가 자주 있다.
생김새는 호리병박 형태이다. 그러나 하계의 몬순 기간에는 호수에서 프놈펜 부근 메콩강에 흘러 들어가는 톤레사프강이 역류한다. 그 때문에 주위의 토지와 숲을 침수로 하면서 면적은 1만 6000평방킬로미터까지 확대되고, 깊이도 9m에 이른다. 육상에서 자란 식물의 유기물이 풍부하게 공급되고, 또 다량의 플랑크톤이 발생한다. 이와 같은 일시적 수역에서 번식한 것이 많기 때문에 생선이 대량으로 발생한다. 무게가 100kg이 넘는 메콩 오나마주 등을 비롯하여 600종 이상의 담수어가 서식한다. 우기가 끝나고 물이 빠지면 번식을 마친 생선은 하류로 돌아간다. 톤레사프 수계로 생산된 생선은 캄보디아인 단백질 섭취량의 60%를 차지한다.
물이 빠지면 주위의 양분이 많은 퇴적물을 남기기 때문에 우기 이외의 기간에는 농지가 드러나 농사를 지을 수 있다. 벼 등이 재배되고 있다. 톤레사프강이 역류하면, 메콩강 하류가 종종 홍수가 발생하기도 한다.

## 볼거리
톤레사프 주변에는 물 위에 집을 짓고 사는 사람들이 많으며, 호수는 맑지 않고 항상 황토색을 유지한다. 시엠리아프에서 약 6km 떨어져 있고 진입로는 좁고 완전히 포장이 끝나지 않아 비포장 도로의 불편함을 그대로 겪어야 한다. 호수 주변에는 호수 관광용 보트가 즐비하게 늘어서 있으며, 일정 단체가 모이면 관광을 할 수 있다.

## 사람과 문화

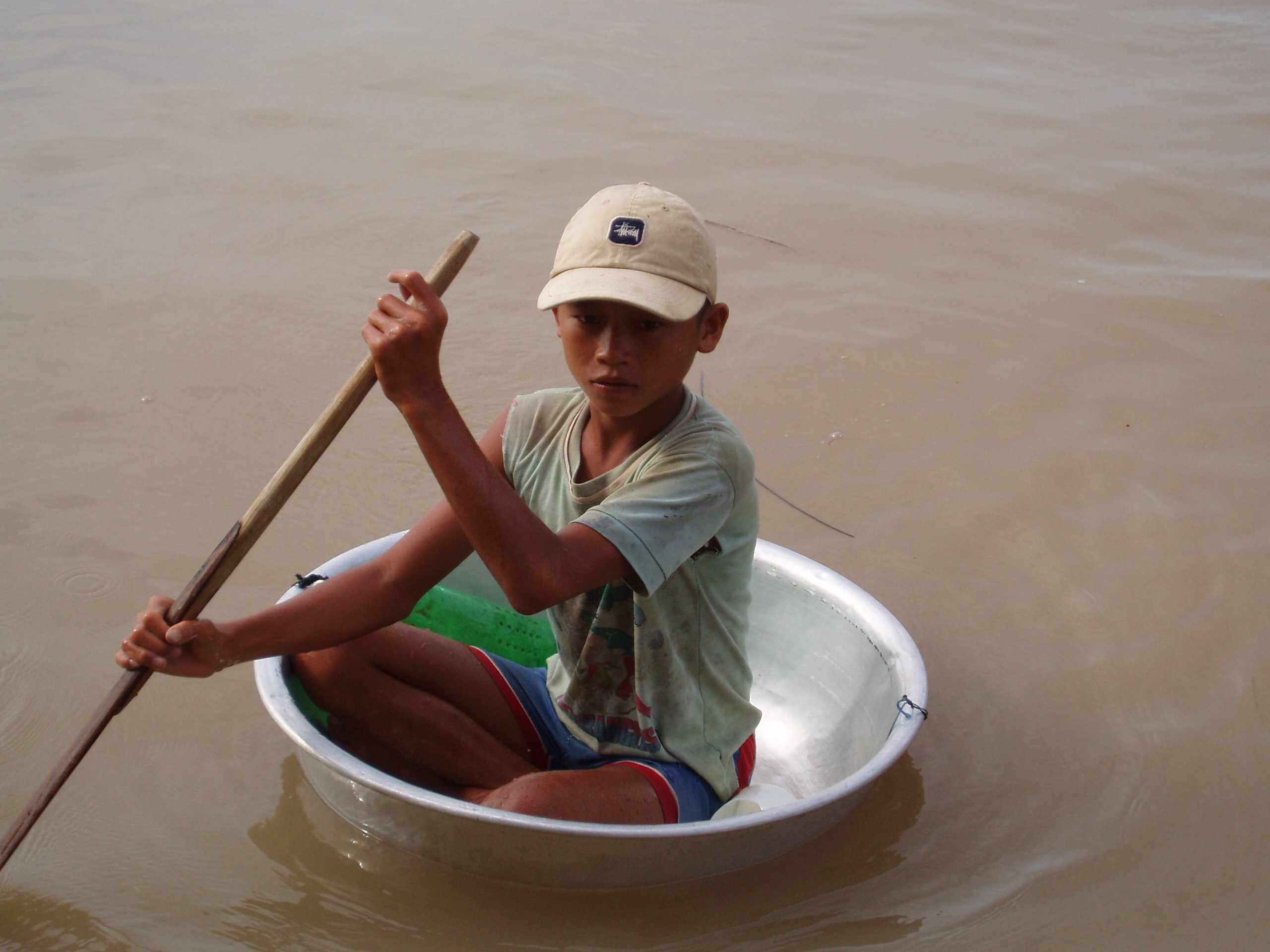
톤레사프호의 어린 소년
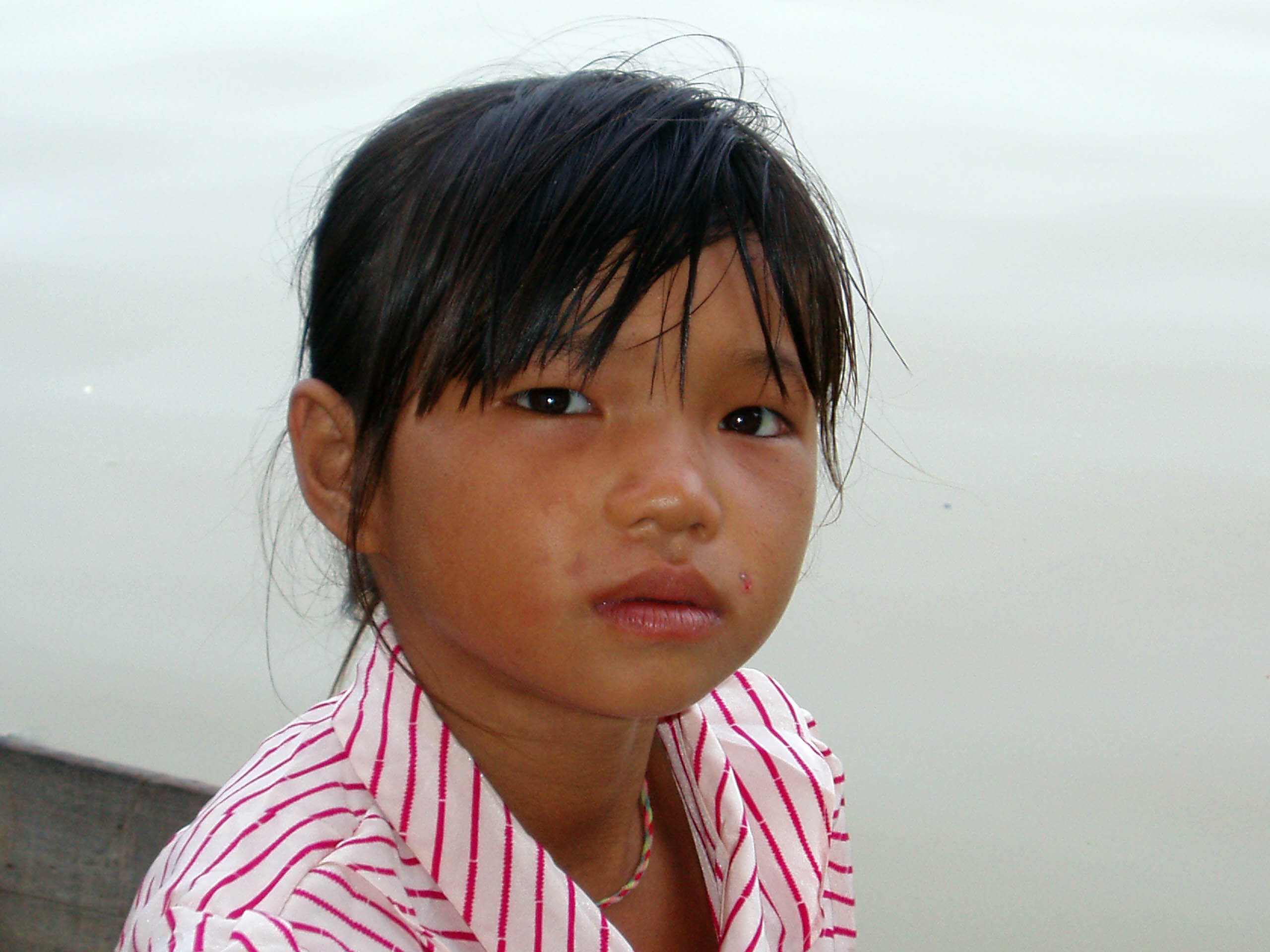
톤레사프호의 어린 소녀
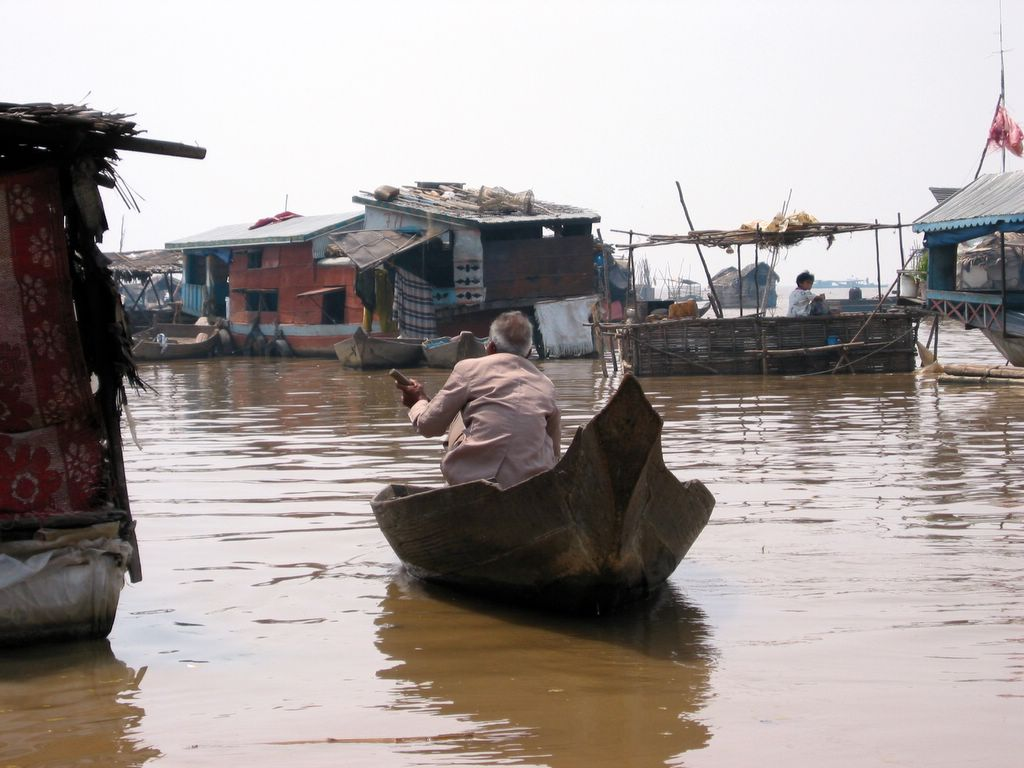
톤레사프호의 노를 젓는 노인

## 같이 보기
- 메콩강
- 메콩강 위원회
- 메콩강 삼각주